# Компресионно огниво
Компресионно буталното огниво е устройство, което от древни времена е бил използвано за добиване на огън. Работата му се основава на принципа за нагряване на газ (в случая въздух), дължащ се на бърза адиабатна компресия, за да се възпламени парче прахан, което след това се използва за запалване на огън.
Състои от кух цилиндър, херметически затворен от едната страна и отворен от другата с размери:
- дължина на тръбата от 3 до 6 инча (7,5 до 15 см) до 10 – 14 инча (25 – 35 см).
- диаметър на отвора от 0,25 инча (6 – 7 mm) до диаметър на отвора от около 0,5 инча (14 mm).

В цилиндъра е монтирано бутало с херметичен О-пръстен. За да се създаде плътно, но плъзгащо се уплътнение, се използват гумени уплътнения или грес. В края на буталото има малка кухина, където се поставя прахан. За да се постави или отстрани праханта, буталото може да бъде напълно извадено от цилиндъра .
Буталото има дръжка в края, така че може да бъде ударена рязко и безболезнено, докато цилиндърът трябва е на твърда повърхност. Компресирането на въздуха по време на бързото движение на буталото в цилиндъра води до рязко покачване на температурата до 260 ° C, температурата на самовъзпламеняване на праханта.

## Принцип на действие
С бързото компресиране на газа в същото време се повишава неговото налягане и температура. Ако това свиване се случи твърде бавно, топлината се разсейва в околната среда, тъй като газът се връща в равновесие с околния въздух. Ако компресията е достатъчно бърза, тогава не възниква термично равновесие. Термодинамичната температура на газ може внезапно да стане няколко пъти по-висока от температурата на околната среда, като се издига от началната температура на газа до температура, достатъчна за запалване на прахан. Въздухът в цилиндъра действа като източник на топлина и като окислител за тлеещ горивен материал.
Същият принцип се използва за запалване на горивната смес в цилиндъра на дизеловия двигател, който не се нуждае от запалителна свещ, както при бензинов двигател.
Степента на сгъстяване на огнивото е 25 към 1. Това е сравнимо със съотношението 20: 1 за модерен дизелов двигател и съотношение в диапазона от 7: 1 до 11.5: 1 за бензинов двигател.
Най-подходящ е прахан, който се запалва при много ниска температура. Запалими материали като овъглена памучна тъкан или прахан са подходящи защото поддържат тлеене. Обратно, памучно влакно се запалва при температура 235 ° C и изгаря ярко, но не поддържа тлеене. Светлият огън е подходящ за демонстрационни цели, но не е подходящ за практическа употреба.
Конструкцията на велосипедната ръчна помпа е много подобна, с изключение на това, че помпата има клапани и маркуч за подаване на сгъстен въздух.

## История
В продължение на много векове буталното огниво е било използвано за запалване на огън в страните от Югоизточна Азия и на тихоокеанските острови. Там са открити култури, които използват тръба със стрелички като оръжие, и се предполага, че тя може да служи като прототип. Има доказателства за използването на му в Мианмар, на Малайския полуостров, в Индокитай, в Борнео (Калимантан), Суматра, Ява, Сулавеси, във Филипините, в Мадагаскар и в Южна Индия .

## Виж. също
- Дизелов двигател
- чакмак
- огниво